# Pandacerus capeneri
Pandacerus capeneri är en insektsart som beskrevs av Webb 1983. Pandacerus capeneri ingår i släktet Pandacerus och familjen dvärgstritar. Inga underarter finns listade i Catalogue of Life.